# Plato peruana
Espèce
Plato peruana est une espèce d'araignées aranéomorphes de la famille des Theridiosomatidae.

## Distribution
Cette espèce est endémique du Pérou. Elle se rencontre dans les régions de Madre de Dios et de Loreto.

## Description
La femelle holotype mesure 2,5 mm, les mâles femelles de 2,2 à 2,5 mm.

## Systématique et taxinomie
Cette espèce a été décrite par Prete et Brescovit en 2024.

## Étymologie
Son nom d'espèce lui a été donné en référence au lieu de sa découverte, le Pérou.

## Publication originale
(juin 2024).
- Prete & Brescovit, 2024 : « Taxonomic revision of the orb weaving spider genus Plato Coddington, 1986 (Araneae: Theridiosomatidae) with the description of three new species. » Zootaxa, no 5471(1), p. 1-32.